# 다비데 칼라브리아
다비데 칼라브리아(이탈리아어: Davide Calabria, 1996년 6월 12일~)는 이탈리아의 축구 선수로, 포지션은 수비수이다. 현재 그리스 수페르리가 엘라다의 파나티나이코스 소속이다.

## 수상

#### 밀란
- 세리에 A : 2021-22
- 수페르코파 이탈리아나 : 2024